# Paloma Jiménez Parejo
Paloma Jiménez Parejo (Madrid, 25 de febrero de 1972) es una pintora y grabadora española.

## Biografía
Paloma Jiménez Parejo nació el 25 de febrero de 1972 en Madrid, España, hija de Bartolomé Jiménez Pantoja, oficial del Ejército de Tierra, y de Julia Parejo Sánchez, profesora. Es la tercera de cinco hermanos. Es hermana del militar y atleta Miguel Ángel Jiménez Parejo.
Cuando tenía 2 años su familia se mudó a Algeciras por motivos laborales de su padre, y allí vivió hasta los 13 años, cuando nuevamente se mudaron por motivos laborales, esta vez a Cádiz. Actualmente vive en Plasencia.
Es licenciada en Bellas Artes por la Universidad de Sevilla.

## Trayectoria artística
Tras una etapa muy academicista marcada por el aprendizaje universitario hace un alto de casi tres años en la creación artística, tiempo durante el que comienza a reflexionar sobre el concepto que le llevará a iniciar su proyecto "La Mujer al Desnudo", hasta ahora el de mayor y mejor acogida pública.
En esta etapa que dura hasta 2007 crea obras en acrílico de gran fuerza cromática, con un marcado expresionismo que exhiben de forma intimista las vivencias de la mujer actual y a lo largo de la historia. 
Sus exposiciones deben ser inseparablemente apreciadas con el catálogo que muestra citas cotidianas del día a día de una mujer asentada en una sociedad aún no ecuánime por cuestiones de género.
Además los textos introductorios tanto de los catálogos como de las exposiciones nos posicionan ante una realidad misógina de la historia, lo que a la vez sirve de introducción a la visión de la artista.
En ocasiones su obra cuenta historias en primera persona.
Paloma Jiménez Parejo crea además grabados con diversas técnicas que muestran otra forma aún más intimista de ver su interpretación de esta realidad femenina no planteada contra la masculinidad, sino como un homenaje a la mujer por el hecho de serlo.